# Live Roulette TV
Live Roulette TV – interaktywny program telewizyjny, nadawany w Wielkiej Brytanii codziennie między godz. 18:00 i 2:00, na kanale 847 platformy Sky digital. Między godz. 22:00 i 2:00 jego odbiór jest również możliwy z 15 sekundowym opóźnieniem przez stronę internetową telewizji Information TV na całym świecie.

Program Live Roulette TV to program telewizyjny na żywo, który początkowo był nadawany pod nazwą Vegas 24/7, między godzinami 3:00 a 23:00. Program został pierwotnie uruchomiony jako eksperymentalne przedsięwzięcie mające na celu zbadanie potencjalnego zainteresowania generowanego przez tego rodzaju program na żywo. Modyfikacja godzin emisji wynikała bezpośrednio z niezwykłej popularności programu wśród graczy w Wielkiej Brytanii.
W dniu 14 września 2006 roku, program Live Roulette TV wprowadził nową stronę internetową, która znacznie rozszerzyła perspektywy uczestnictwa widzów. Gracze online mają teraz możliwość obstawiania zakładów i jednoczesnego oglądania programu na żywo, bez konieczności korzystania z platformy Sky Digital. W rezultacie program zyskał ogólnoświatową dostępność, choć wyłącznie dla graczy zarejestrowanych jako mieszkańcy Wielkiej Brytanii.
Źródła:
1. Oficjalna strona internetowa Live Roulette TV
2. Artykuł: Live Roulette TV: The Experiment That Transformed into a Phenomenon